# Punta del Forat
La Punta del Forat és una muntanya de 659 metres que es troba al municipi de Vandellòs i l'Hospitalet de l'Infant, a la comarca catalana del Baix Camp.